# Badesi
Badesi (sardinsky: Badèsi) je italská obec (comune) v provincii Sassari v regionu Sardinie. Nachází se ve výšce 102 metrů nad mořem a má přibližně 1 800 obyvatel. Rozloha obce je 31,30 km².